# Pidu

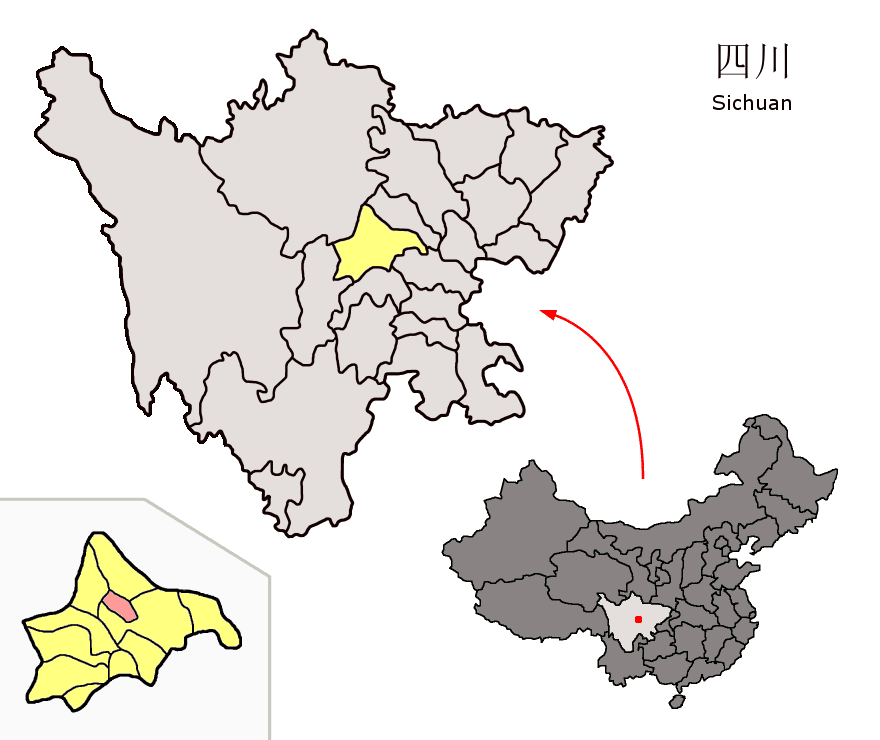
Lage des Bezirkes Pidu (rosa) in Chengdu (gelb), Provinz Sichuan.

Der Stadtbezirk Pidu (chinesisch 郫都區 / 郫都区, Pinyin Pídū Qū, ehemals Kreis Pi 郫縣 / 郫县,  Pí Xiàn) ist ein Bezirk im Nordwesten der Unterprovinzstadt Chengdu in der chinesischen Provinz Sichuan. Er hat eine Fläche von 435,2 km² und zählt 1.672.025 Einwohner (Stand: Zensus 2020). Er grenzt im Osten an Jinniu, im Süden an Wenjiang und Qingyang, im Westen an Dujiangyan und im Norden an Xindu und Pengzhou.
Das Territorium von Pidu befindet sich in der Mitte der Chengdu-Ebene, das Relief ist mithin flach und wird vom Dujiangyan-Bewässerungssystem bewässert. Das Klima ist subtropisch bei einer Jahresdurchschnittstemperatur von 16,1 °C und jährlichen Niederschlägen von 936 mm. Verkehrstechnisch wird es von der Nationalstraße 213 erschlossen.
Pidu ist berühmt für sein lokales Herstellungsverfahren einer Gewürzpaste namens Pixian-Doubanjiang aus fermentierten Bohnen (郫县豆瓣酱 – „fermentierte Bohnenpaste nach Pixian-Art“), das als essentielles Bestandteil zu vielen authentischen Gerichte der Sichuan-Küche dazugehört, wie das beispielsweise das bekannte „Mapo Tofu nach Sichuan-Art“ oder den „Scharfen Sichuan-Feuertopf“ (四川麻辣火锅,  Sìchuān málà huǒguō – „feurig scharfer Feuertopf nach Sichuan-Art“). Der Wangcong-Tempel (望丛祠) ist das bedeutendste architektonische Kulturgut des Bezirks.

## Administrative Gliederung
Auf Gemeindeebene setzt sich der Kreis aus drei Straßenvierteln und dreizehn Großgemeinden zusammen. Diese sind:
- Straßenviertel Pitong 郫筒街道;
- Straßenviertel Hezuo 合作街道;
- Straßenviertel Xiyuan 西园街道;
- Großgemeinde Tuanjie 团结镇;
- Großgemeinde Xipu 犀浦镇;
- Großgemeinde Huayuan 花园镇;
- Großgemeinde Tangchang 唐昌镇;
- Großgemeinde Ande 安德镇;
- Großgemeinde Sandaoyan 三道堰镇;
- Großgemeinde Anjing 安靖镇;
- Großgemeinde Hongguang 红光镇;
- Großgemeinde Xinminchang 新民场镇;
- Großgemeinde Deyuan 德源镇;
- Großgemeinde Youai 友爱镇;
- Großgemeinde Gucheng 古城镇;
- Großgemeinde Tangyuan 唐元镇.

Der Sitz der Bezirksregierung befindet sich im Straßenviertel Pitong, das sich in etwa 20 km Entfernung von Chengdu befindet. Die beiden Straßenviertel Hezuo und Xiyuan werden vom 2003 gegründeten Hightech-Entwicklungspark der Stadt Chengdu verwaltet.